# Alois Schmid (Historiker)
Alois Schmid (* 14. Juli 1945 in Pettendorf-Hummelberg) ist ein deutscher Historiker mit einem Forschungsschwerpunkt in der bayerischen Landesgeschichte.

## Leben
Alois Schmid bestand 1965 sein Abitur am Albertus-Magnus-Gymnasium Regensburg. Er studierte von 1967 bis 1972 Geschichte, Germanistik und Sozialkunde an der Universität Regensburg. 1972 absolvierte er das 1. Staatsexamen für das höhere Lehramt und wurde 1974 an der Universität Regensburg mit der Arbeit Das Bild des Bayernherzogs Arnulf (907–937) in der deutschen Geschichtsschreibung von seinen Zeitgenossen bis zu Wilhelm von Giesebrecht bei Andreas Kraus promoviert. Von 1974 bis 1977 arbeitete Schmid als wissenschaftlicher Assistent an der Universität Regensburg und danach bis 1982 in derselben Funktion am Institut für Bayerische Geschichte der Ludwig-Maximilians-Universität München und bis 1988 an der Bayerischen Akademie der Wissenschaften in München. 1985 habilitierte er sich in Mittlerer und Neuerer Geschichte an der Universität München zum Thema Max III. Joseph und die europäischen Mächte. Die Außenpolitik des Kurfürstentums Bayern von 1745–1765.
Von 1988 bis 1994 war Schmid Professor für Landesgeschichte an der Katholischen Universität Eichstätt-Ingolstadt und bis 1998 an der Friedrich-Alexander-Universität Erlangen-Nürnberg für bayerische und fränkische Landesgeschichte. 1998 folgte er einem Ruf an die Ludwig-Maximilians-Universität München, an der er bis zu seiner Pensionierung 2010 bayerische Geschichte und vergleichende Landesgeschichte lehrte.
Schmid gehört seit 1993 der Kommission für bayerische Landesgeschichte bei der Bayerischen Akademie der Wissenschaften München an, seit 1994 der Gesellschaft für fränkische Geschichte, seit 1999 der Schwäbischen Forschungsgemeinschaft, seit 2000 der Bayerischen Benediktinerakademie (seit 2023: Benediktinische Akademie Salzburg) und der Akademie der Augustiner-Chorherren von Windesheim. Von 1999 bis 2013 war Alois Schmid 1. Vorsitzender der Kommission für bayerische Landesgeschichte, von 2002 bis 2011 war er 2. Vorsitzender der Arbeitsgemeinschaft historischer Forschungseinrichtungen in der Bundesrepublik Deutschland (AHF).
Seine Forschungsschwerpunkte sind die politische, Kirchen- und Kulturgeschichte Bayerns im Mittelalter und in der Frühen Neuzeit. Nach Dieter Albrechts Tod im Jahr 1999 übernahm Schmid die Herausgabe der zweiten Auflage des vierten Bandes des Handbuchs der bayerischen Geschichte, dessen erster Teilband 2003 und dessen zweiter Teilband 2007 erschien. 2017 hat er Band 1 in völliger Neubearbeitung herausgeben. Er gehört neben Georg Leidinger zu den bedeutendsten Kennern Aventins im 20. und 21. Jahrhundert.

## Auszeichnungen
2006 wurde Schmid die Aventinus-Medaille des Verbandes bayerischer Geschichtsvereine verliehen. 2013 erhielt er das Verdienstkreuz am Bande des Verdienstordens der Bundesrepublik Deutschland. Im Dezember 2019 wurde Schmid mit dem Kulturpreis der Bayerischen Landesstiftung geehrt. Der Bayrische Landtag hat ihm 2021 den Bayrischen Verfassungsorden verliehen.

## Schriften (Auswahl)
- Das Bild des Bayernherzogs Arnulf (907–937) in der deutschen Geschichtsschreibung von seinen Zeitgenossen bis zu Wilhelm von Giesebrecht. Lassleben, Kallmünz 1974.
- Max III. Joseph und die europäischen Mächte. Die Außenpolitik des Kurfürstentums Bayern von 1745–1765. Oldenbourg, München 1987, ISBN 3-486-53631-1.
- Neue Wege der bayerischen Landesgeschichte. VS-Verlag, Wiesbaden 2008, ISBN 978-3-531-16031-3.
- Johannes Aventinus (1477–1534). Werdegang – Werke – Wirkung. Eine Biographie. Schnell + Steiner, Regensburg 2019, ISBN 978-3-7954-3463-2.
- Pettendorf – Kloster der Dominikanerinnen. Die vergessene Sühnestiftung der Wittelsbacher. EOS, Sankt Ottilien 2020, ISBN 978-3-8306-8017-8.
- Benedikt Stattler (1728–1797). Philosoph und Theologe. Der kantige Einzelgänger. Sankt Ottilien 2021, ISBN 978-3-8306-8093-2.
- Die Münchner Galilei – Eine italienische Künstlerfamilie am Wittelsbacherhof im 17. Jahrhundert Volk Verlag, München, 2022, ISBN 978-3-86222-436-4.